# George Fisher
George „Corpsegrinder” Fisher (n. 8 iulie 1970, Baltimore, America Britanică⁠(d), Regatul Marii Britanii) este vocalistul trupei americane de death metal, Cannibal Corpse.